# Idiot Wind (sång)
Idiot Wind är en låt skriven av Bob Dylan och lanserad som fjärde spår på hans album Blood on the Tracks 1975. Låten skrevs 1974, och spelades först in i september 1974 i New York. Låten var dock en av de som Dylan valde att spela in på nytt i december samma år och den version som slutligen hamnade på Blood on the Tracks är ganska annorlunda än den första mer avskalade versionen. Bland annat medverkar en större uppsättning musiker. Den första versionen finns tillgänglig på albumet The Bootleg Series Volumes 1-3 (Rare & Unreleased) 1961-1991. En 10 minuter lång liveversion finns på albumet Hard Rain från 1976.
I låtens text hörs frustration över framförallt ett kärleksförhållande men även tidningsskriverier och personer i omgivningen som tror sig veta saker och ting om personen i fråga. Låttexten är mycket mer kritisk och attackerande än de övriga texterna på albumet, i stil med Dylans låtar från mitten av 1960-talet, exempelvis "Positively 4th Street".
Den svenske artisten Amanda Bergman använder Idiot Wind som sitt artistnamn.